# Óscar Puente
Óscar Puente Santiago (Valladolid, 15 de noviembre de 1968) es un político español del Partido Socialista Obrero Español (PSOE). Desde noviembre de 2023 es ministro de Transportes del Gobierno de España. Fue alcalde de Valladolid desde junio de 2015 hasta junio de 2023. Es diputado del PSOE en la XV legislatura de las Cortes Generales por Valladolid.

## Biografía

### Primeros años
En 1993 se licenció en Derecho por la Universidad de Valladolid. Ejerció como abogado en un estudio jurídico madrileño desde 1995 hasta 2015.
Militante en el partido desde 1990, inició su carrera política en el PSOE de Valladolid en 2004 como vicesecretario general de la Ejecutiva Provincial. En las elecciones municipales de 2007 en Valladolid figuró como número dos de la candidatura, encabezada por Soraya Rodríguez, en la que Javier León de la Riva volvió a conseguir mayoría absoluta, obteniendo el PSOE municipal trece concejales y más de setenta mil votos.
En 2008 se hizo cargo del Grupo Municipal Socialista tras la marcha de Soraya Rodríguez a la Secretaría de Estado de Cooperación Internacional. En 2009 fue elegido secretario general de la agrupación socialista local y en 2010, las ejecutivas municipal y provincial le respaldaron como candidato a la alcaldía de Valladolid.
Óscar Puente fue nombrado candidato a la alcaldía de cara a las elecciones municipales de mayo de 2011, por decisión unánime de las Ejecutivas Provincial y Municipal en septiembre de 2010, y refrendado en el Comité Autonómico presidido por el candidato a la Presidencia de la Junta, Óscar López Águeda, pocos días después. Sin embargo, los comicios no le fueron favorables obteniendo los peores resultados de la historia del PSOE de Valladolid tanto en número de votos —45 525 votos, un 27 % del total, algo más de la mitad que el PP, y veinticinco mil menos que en las elecciones anteriores— como en número de concejales representados, al pasar de trece a nueve.

### Alcalde de Valladolid (2015-2023)

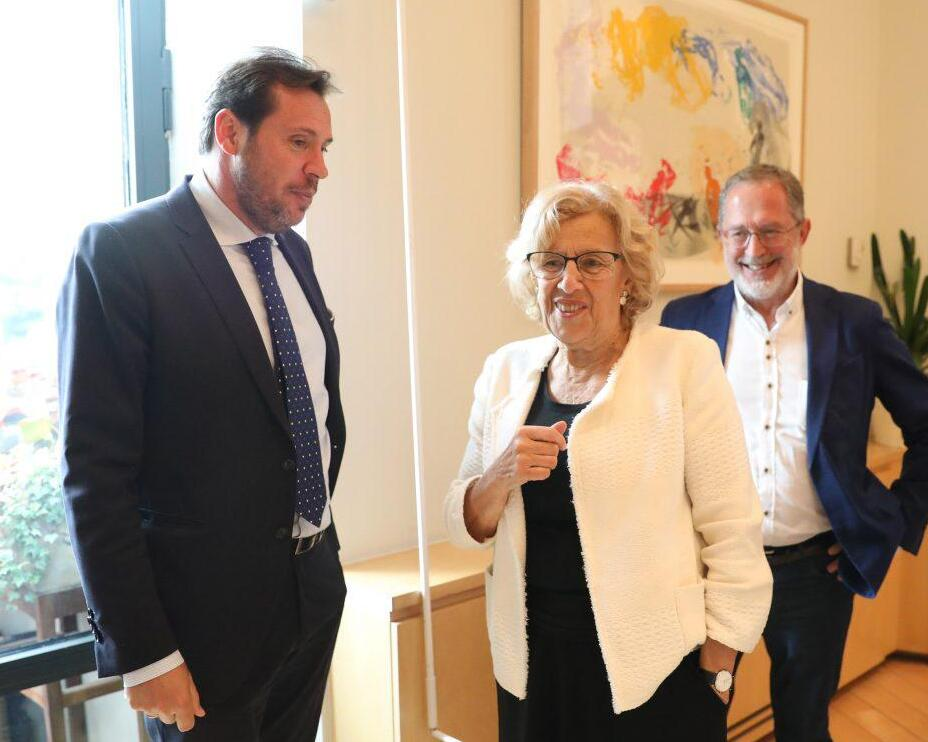
Puente y Manuel Saravia durante un encuentro con Manuela Carmena y José Manuel Calvo en 2018.

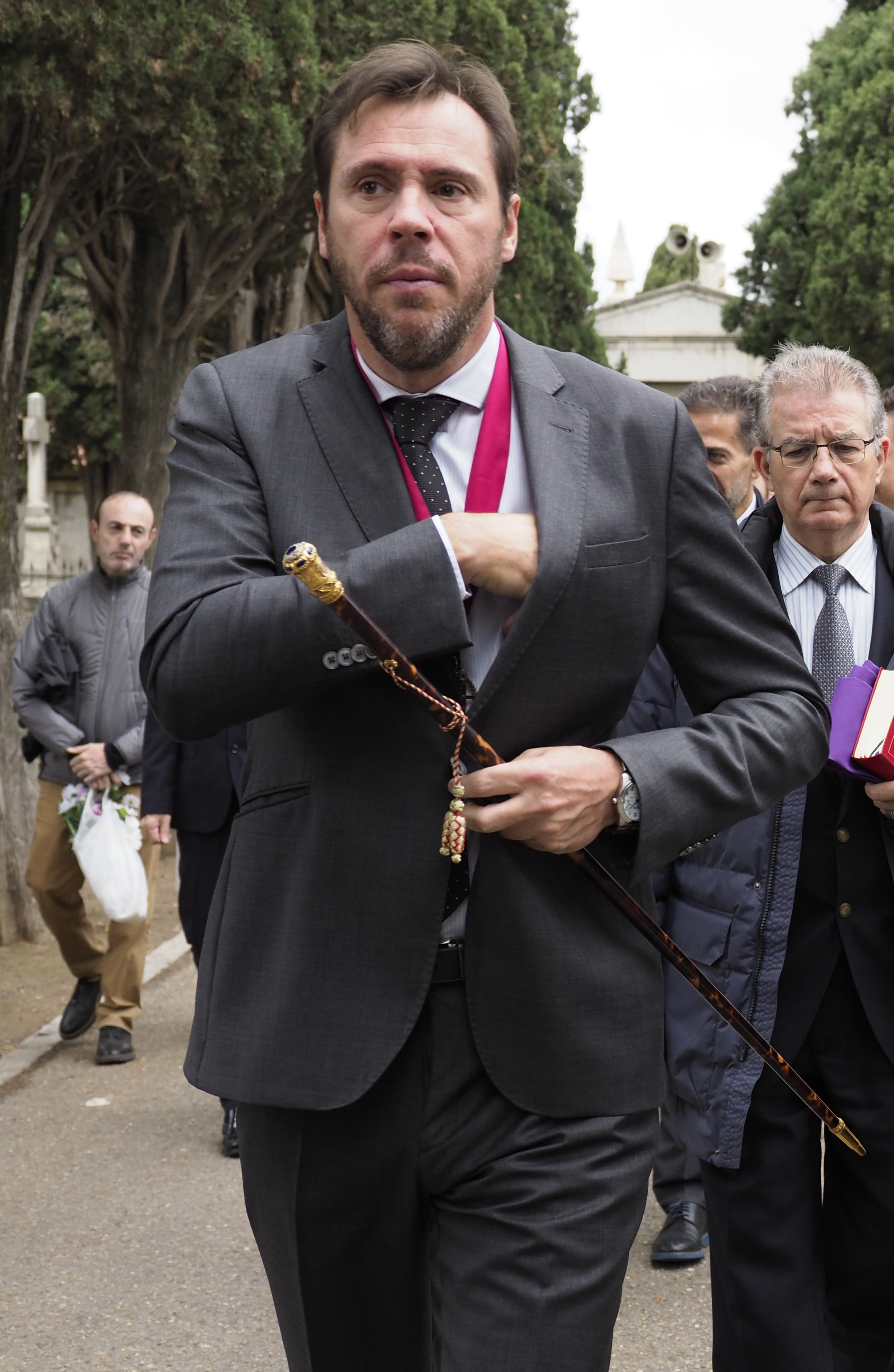
Puente con el bastón de mando municipal de Valladolid en 2019.

Las elecciones municipales de 2015 dieron al PSOE 38 591 votos, obteniendo el menor número de votos de su historia en Valladolid, y descendiendo de nueve a ocho concejales. Sin embargo, la gran pérdida de votos del PP, que perdió la mayoría absoluta al pasar de diecisiete a doce concejales, animó a Óscar Puente a dialogar con todas las formaciones. Ciudadanos descartó apoyar su investidura desde el primer momento, por lo que inició conversaciones con las restantes grupos municipales. Valladolid Toma la Palabra (VTLP, coalición que incluye a IU, Equo y personas individuales) y Sí se Puede Valladolid (Podemos) accedieron, de forma que los primeros se integraran en el Gobierno municipal, y los segundos apoyaron la investidura. De esta forma, miembros de VTLP ocupan tres concejalías (Urbanismo, Medio Ambiente y Participación), siendo Manuel Saravia teniente de alcalde.
Las elecciones municipales de 2019 dieron 59 981 votos al PSOE, 21 390 más que en 2015, y un total de once concejales. Los resultados avalaron la primera victoria electoral del PSOE en Valladolid desde el año 1987 y el segundo Gobierno municipal de Puente tras el apoyo de los tres concejales de VTLP, la marca de IU en Valladolid.
El 27 de abril de 2023, Óscar Puente sufrió un accidente al caerse en una visita a unas obras en Parquesol, se rompió el cuádriceps y tuvo que ser operado de urgencia en el Hospital Clínico Universitario de Valladolid. El 2 de mayo del mismo año recibió el alta para continuar ejerciendo su cargo.
De cara a las elecciones municipales de mayo de 2023 fue elegido candidato del PSOE a la alcaldía en búsqueda de su tercer mandato. En dichas elecciones fue la candidatura más votada, con una pequeña diferencia de votos respecto a Jesús Julio Carnero, del PP. Sin embargo, la derecha (PP y Vox) alcanza la mayoría absoluta y Puente pierde la alcaldía de Valladolid ante Carnero. Pasó a ser jefe de la oposición en la Corporación 2023-2027. No obstante, dimitiría como concejal en noviembre de 2023, tras 16 años en el cargo.

### Ministro de Gobierno (desde 2023)

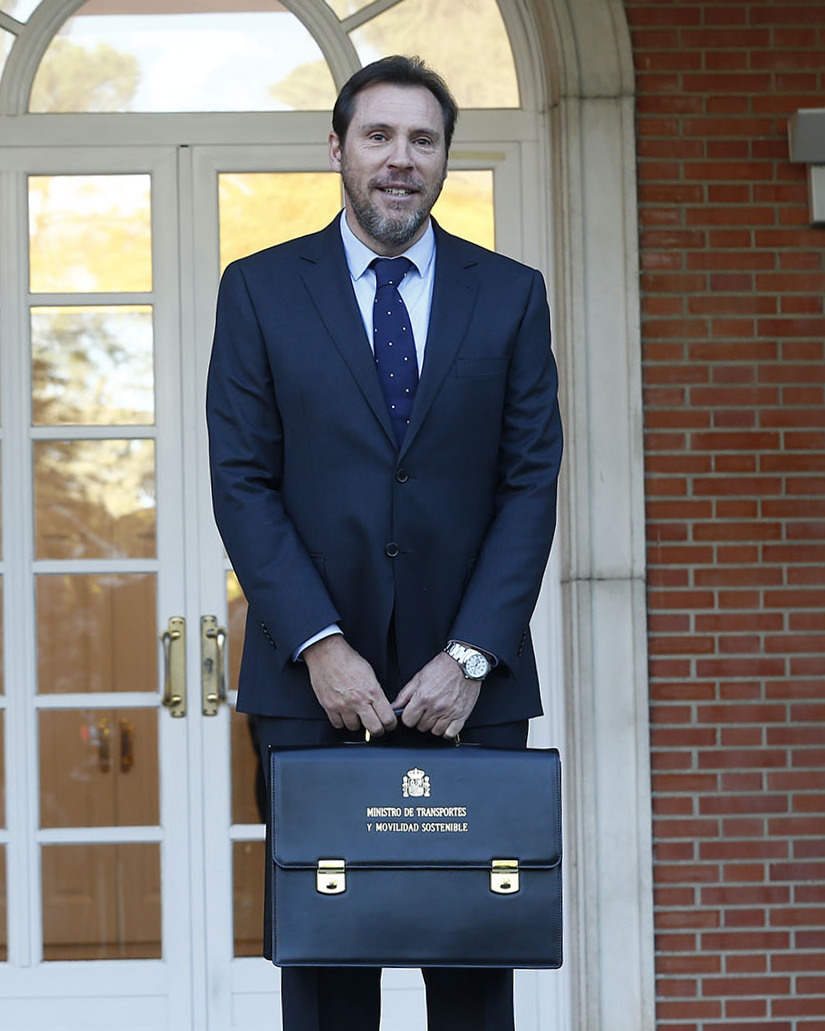
Óscar Puente, con la cartera de ministro de Transportes y Movilidad Sostenible

Fue designado por el PSOE cabeza de lista del partido por la circunscripción de Valladolid en las elecciones generales del 23 de julio de 2023 y resultaría elegido diputado en la XV Legislatura. En la fallida sesión investidura de Alberto Núñez Feijóo en septiembre de 2023 Puente sería el ponente del PSOE durante el debate parlamentario, cargando duramente contra el candidato Feijóo.
Con la formación en noviembre del tercer gobierno de Pedro Sánchez fue nombrado ministro de Transportes y Movilidad Sostenible del Gobierno de España. Tomó posesión el 21 de noviembre de 2023.
En su etapa al frente del ministerio de Transportes y Movilidad Sostenible, el ministerio continuó las ayudas a la gratuidad y abaratamiento del transporte público durante todo 2024, consiguiendo un uso sin precedentes del transporte público en España. También reditó el "Plan Verano Joven" en 2024, con gran éxito. El ministerio tramitaría la Ley de Movilidad Sostenible. En cuanto a la política de infraestructuras, desarrollada a instancias del Secretario de Estado, José Antonio Santano, el ferrocarril destacó. Óscar Puente se negó a que Adif continuara financiando caras actuaciones de soterramiento de trazados ferroviarios en distintas ciudades. En su lugar abogó por un modelo denominado como "integración", donde se mejora la permeabilidad urbana a un menor coste que soterrando la infraestructura. Este modelo le fue impuesto a Valladolid, con la discrepancia del sucesor de Puente como alcalde, Jesús Julio Carnero. Este modelo también se llevó a cabo en los núcleos de Talavera de la Reina y Toledo, con la tramitación de la LAV Madrid-Extremadura-Lisboa. En cuanto a la operatividad ferroviaria, a lo largo del verano de 2024 se desató en España un «caos ferroviario» producido principalmente por la nueva llegada de los trenes AVRIL S-106 y las obras de la estación de Chamartín (Madrid), lo que supuso notables retrasos en la operatividad de Renfe, que ese verano alcanzó su máximo histórico de viajeros. Por esto Oscar Puente fue reprobado en septiembre de 2024 por el Senado, con los votos del Partido Popular, Vox, Junts y Esquerra Republicana de Cataluña. En octubre el Congreso haría lo mismo con los votos de PP, Vox, Junts, ERC y Podemos. Óscar Puente restó importancia a las complicaciones de operatividad, asegurando en agosto de 2024 que «El tren vive en España el mejor momento de su historia». Más allá del «caos ferroviario» de 2024, Puente cargó contra la empresa francesa SNCF por, según él, poner trabas al desembarco de Renfe en Francia.
A finales de 2024 una DANA provocaría inundaciones en la vertiente mediterránea, especialmente en la provincia de Valencia, con un gran daño sobre las infraestructuras. Destacó la actuación de Puente en ese momento por tener una comunicación clara, visual y directa de las actuaciones que se iban realizando a su cargo a través de su cuenta de X (antigua Twitter).
El 20 de mayo de 2025 fue reprobado por segunda vez por el Congreso de los Diputados, a la vez que le exigieron un plan de atención a los afectados por numerosas incidencias ferroviarias que se han producido en España en el año 2025.

## Posiciones y perfil político
Siendo portavoz de la candidatura de Pedro Sánchez a la secretaría general del PSOE en 2017, Óscar Puente declaró que el partido tenía que mirar hacia la izquierda.
En agosto de 2017, Puente afirmó en una entrevista para Europa Press que la crisis de Venezuela es «responsabilidad colectiva de los venezolanos», y no solo del presidente Nicolás Maduro, ya que «una sociedad no llega a esta situación solo por un Gobierno sino por múltiples razones». También criticó a los medios de comunicación españoles porque, según él, sobredimensionaban la crisis en el país.
El 19 de junio de 2018, durante la celebración de un pleno en el Ayuntamiento de Valladolid en el que se debatía el estado de la ciudad, Puente cuestionó la capacidad de gestión de la portavoz de Cs, Pilar Vicente, haciendo referencia a su currículo: «Usted ha trabajado en una tienda en Vallsur». En enero de 2019 declaró a la Cadena SER que la comunidad de «Castilla y León debería apostar más por Valladolid» haciendo de la ciudad «un polo con mucho potencial en el que se debería apostar por su ubicación y su industria». Por otra parte, tras la salida del PSOE de Soraya Rodríguez en marzo de 2019, Puente sentenció que «no la vamos a echar de menos», añadiendo que «los socialistas de verdad, sólo en el PSOE, nunca fuera del PSOE».
Ese mismo año, difundió una foto de Pablo Iglesias (Unidas Podemos) y Albert Rivera (Ciudadanos) charlando en una mesa de la cafetería del Congreso de Diputados; ante el reproche de Iglesias, el alcalde de Valladolid respondió con una antigua imagen de Julio Anguita charlando con José María Aznar también en el Congreso, lo que le valió varias críticas.

## Vida privada
Óscar Puente está divorciado de la magistrada Laura Soria, con quien tiene dos hijas: Carmen e Isabel. Desde finales de 2023 mantiene una relación con Yasmina Cerdá Gregori, natural de Valladolid, con quien tiene un hijo, Óscar, nacido en mayo de 2025.
Cofrade de la Cofradía del Descendimiento y Santísimo Cristo de la Buena Muerte, es un defensor de la Semana Santa.[cita requerida]

## Controversias

### Declaraciones sobre Javier Milei
En mayo de 2024, Óscar Puente acusó al presidente argentino Javier Milei de «ingesta de sustancias». Milei replicó con acusaciones hacia el gobierno de Pedro Sánchez, incluyendo corrupción y políticas perjudiciales para España. El intercambio escaló a una crisis diplomática, con el gobierno español rechazando las declaraciones de Milei y el Partido Popular exigiendo la dimisión de Puente. Este incidente resaltó las tensiones entre Argentina y España, afectando la relación bilateral.

### Caso Koldo
El 12 de junio de 2025 se hacía público un informe de la UCO sobre el Caso Koldo, donde Koldo García le pedía en un audio al exministro José Luis Ábalos que hablara con Santos Cerdán, con el fin de que el ministro Óscar Puente les concediese dos adjudicaciones de obras públicas y embolsarse de esta manera, tal y como se dice en el audio, "medio kilo fácil". En el audio Koldo explicaba a Ábalos que necesitaba reunirse cinco minutos con el secretario de Organización del PSOE para que, en virtud de su relación con el exalcalde de Valladolid, le consiguiese dos obras de las que beneficiarse. 
Además, de acuerdo al informe de la UCO, el secretario de Organización del PSOE (Cerdán) habría intentado “nombrar a dos personas de Acciona dentro de la nueva estructura del Ministerio de Transportes y Movilidad Sostenible, una vez había tomado posesión el nuevo ministro Óscar Puente”.

### Uso de X durante la jornada laboral
El 29 de julio de 2025, el periódico El Español reveló que Grok, el asistente de inteligencia artificial de la red social X (antigua Twitter), había calculado que Óscar Puente dedicaba entre un 20% y un 40% de su horario laboral al uso de dicha red social.

### Comentarios sobre estudiantes judíos franceses
A finales de julio de 2025, Puente protagonizó una controversia al publicar un tuit en el que se refería incorrectamente a un grupo de estudiantes judíos de nacionalidad francesa como «niñatos Israelis» [sic] después de su controvertida expulsión de un vuelo español. Los comentarios de Puente suscitaron críticas por parte de los ministros franceses Benjamin Haddad y Aurore Bergé y de la asociación Yad Vashem, quienes le reprocharon por confundir la nacionalidad de los estudiantes y le acusaron de incitar al antisemitismo. Posteriormente, Puente borraría el mensaje de X en el que se refería despectivamente a esos estudiantes.

### Incendios de Cádiz y Castilla y León
En agosto de 2025, durante una grave ola de incendios que afectó a diversas zonas de España, el ministro de Transportes, Óscar Puente, fue objeto de críticas por varios comentarios publicados en la red social X.
El 11 de agosto, Puente respondió irónicamente a un mensaje del presidente del Partido Popular, Alberto Núñez Feijóo, quien había informado de que se encontraba en contacto con el presidente de Castilla y León, Alfonso Fernández Mañueco, durante la crisis; a lo que el ministro respondió con: «¿Te ha contado qué tal el tiempo en Cádiz? En CyL está calentita la cosa» y «Dile a Mañueco que las vacaciones están sobrevaloradas. Que se vuelva de Cádiz a CyL que se está quemando de arriba a abajo». 
Pocas horas después, Puente publicó otro mensaje sobre el incendio en Tarifa (Cádiz), sugiriendo que Mañueco, al encontrarse cerca, podría colaborar en las labores de extinción: «Este a Mañueco le pilla más cerca que los de Castilla y León. Igual puede echarle una mano a Juanma», en referencia al presidente de la Junta de Andalucía, Juan Manuel Moreno Bonilla. Este tuit fue posteriormente eliminado por el propio ministro.
Los comentarios suscitaron una fuerte reacción política y entre las víctimas de los incendios. El Partido Popular los calificó de «frívolos», «lamentables» y «repugnantes», pidiendo la dimisión del ministro. Alberto Núñez Feijóo declaró que, de formar parte de su Gobierno, un dirigente que actuase así sería «cesado de manera inmediata». Por su parte, Mañueco afirmó que, aunque se encontraba fuera de la comunidad, había estado «pendiente de los incendios desde el primer minuto» y rechazó «rebajarse a ese nivel», calificando la actitud de Puente como «una política que nos avergüenza a todos».
En respuesta, Óscar Puente negó haberse «cachondeado» de la tragedia, alegando que había utilizado la ironía para criticar la inacción que, según él, caracteriza la gestión de emergencias por parte de algunos dirigentes del PP.